# André Schluchter
André Schluchter (* 16. April 1951 in Olten) ist ein Schweizer Historiker und Kulturschaffender.
Nach dem Lizentiat 1978 arbeitete Schluchter als Assistent von Markus Mattmüller an der Universität Basel und als Lehrbeauftragter an der Kantonsschule Zofingen. Er promovierte 1987. Seit 1992 ist er „wissenschaftlicher Berater und Redaktor des Kantons Solothurn für das Historische Lexikon der Schweiz“. Von 1997 bis 2016 leitete er das Schloss Waldegg, für das er auch einige Artikel verfasste. Zudem war er Projektleiter der solothurnischen Kantonsgeschichte.